# Saint-Martin-le-Vinoux
Saint-Martin-le-Vinoux è un comune francese di 5 431 abitanti situato nel dipartimento dell'Isère della regione dell'Alvernia-Rodano-Alpi.

## Società

### Evoluzione demografica
Abitanti censiti